# Saqqez
Saqqez (en persanسقز ; en kurde سەقز, Saghez, Saqqiz ou Sakiz) est la capitale du département de Saqqez, dans la province iranienne du Kurdistan.

## Histoire
Les anciens ancêtres kurdes iraniens ont vécu à Saqqez et ses environs depuis environ 1000 av. J.-C. Vers le milieu du VIIe siècle av. J.-C., les Scythes, menés par Bartatua atteignent le sommet de leur puissance en Asie occidentale. La région de Saqqez était leur centre politique. Pendant la période préislamique, Seqiz et les régions avoisinantes forment un petit pays connu sous le nom de Sagapeni, qui est censé être lié au nom des anciens iraniens Sakas (Scythes) à partir duquel le nom de la ville est dérivé.

## Pays
Saqqez se compose de deux parties selon l'Histoire : la partie historique et la partie nouvelle.
La partie historique comprend :
- Nahwqallah
- Saro Bazar
- Sahili
- Dabaghi
- Tahjvahnchi Carvansite
- Shekh Public Bath
- Khan Public Bath
- Kawa Swahr
- Kahni Ahshqahn
- Kahni Garmkahw

La partie nouvelle du siècle dernier comprend :
- Shahrak Dahnjgah
- Hamahllawah
- Qaracheeawah
- Bardbrrahn
- Tap Mahllahn
- Tahzaawaa
- Kareemaawah
- Sar Chnaar
- Malla Gullahn
- Shaanaaz
- Sa'dee
- Seelo
- Roudakee
- Tapa Shafe'ee

## Faune de Saqqez et son territoire
Grâce à un large éventail de milieux naturels et de diversité des saisons, beaucoup d'animaux différents vivent dans les alentours de Saqqez.
On y trouve des :
- Ours : appelés dans la langue locale  «Wrch», ils vivent dans plusieurs territoires de Saqqez notamment des endroits sauvages. Les lieux où vit cet ours dans Saqqez constituent les derniers sites uniques sauvages au Moyen-Orient. Les montagnes y sont couvertes de neige pendant les trois-quarts de l'année et les rivières de la région sont parmi les plus sauvages du monde. Les ours vivent principalement dans Sarsheew et Gawreek.

- Loup : cet animal vit dans presque tous les territoires et leur couleur varie du clair au sombre selon la saison.
- Écureuil : ce sont des animaux qui vivent pour la plupart dans les forêts autour de la route vers Baneh dans l'ouest de Saqqez. Cet animal est rare dans d'autres parties du Moyen-Orient, mais il y en a encore une grande population dans la région. Ces écureuils sont de couleur grise mais existe aussi une petite sous-espèce brune. Ils hibernent en hiver et se reproduisent au printemps.

- Perdrix : cet oiseau est parfois considéré comme le symbole du territoire. Ils vivent dans les montagnes. Beaucoup de gens en élèvent chez eux ou en prennent soin dans la région.

- Aigle: ces animaux sont un symbole important pour les gens de la région, malgré la diminution de leur nombre ces dernières années. Ils sont une source d'inspiration pour les poètes.
- Renard : ces animaux considérés comme un symbole de la curiosité des gens vivent partout dans la région.
- Autres animaux présents : Antilope, caille, poissons d'aquarium, etc.

## Galerie
Saqqez est célèbre en raison de ses vues magnifiques au printemps, et de ses nombreux sites historiques. Voici quelques photos de la Saqqez historique, bazars, forts et cours d'eau.

## Personnalités liées
- Mahsa Amini (2000-2022), étudiante dont la mort aux mains de la police de la moralité est à l'origine de manifestations contre le régime. Elle est née et a été inhumée à Saqqez.
- Hamid Hassani (1968-), chercheur iranien y est né